# 遂昌冬青
遂昌冬青（学名：Ilex suichangensis）为冬青科冬青属的植物，是中国的特有植物。分布于中国大陆的浙江等地，生长于海拔1,200米的地区，多生于林缘以及山坡林缘，目前已由人工引种栽培。